# 特里普 (南达科他州)
特里普（英語：Tripp），是美国南达科他州下属的一座城市。根据2010年美国人口普查，该市有人口639人。论人口在本州排行第98。